# Jacint Verdaguer

Jacint Verdaguer

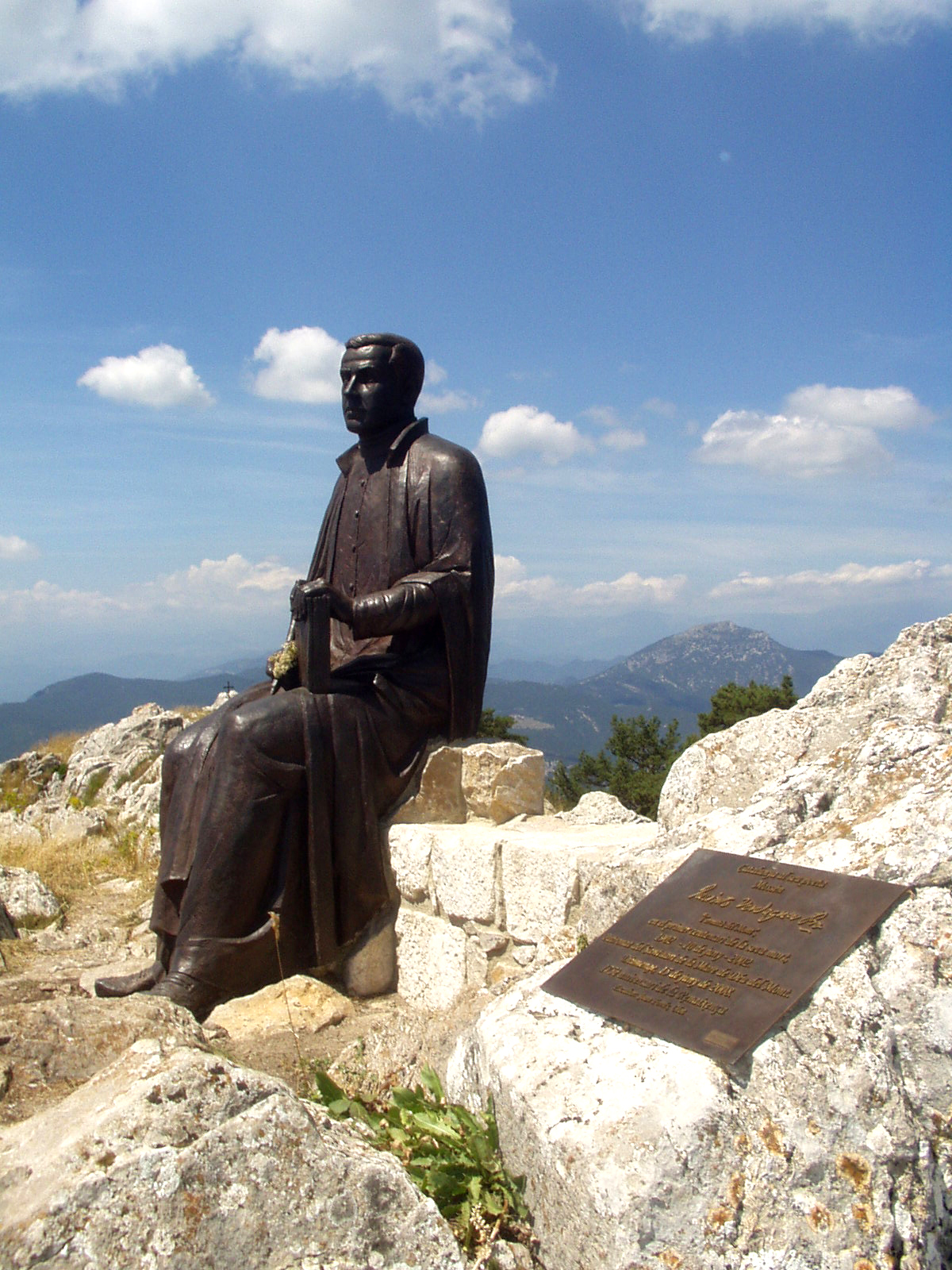
Denkmal für Verdaguer an der Wallfahrtskirche Mare de Déu del Mont bei Albanyà

Jacint Verdaguer i Santaló (* 17. Mai 1845 in Folgueroles bei Vic; † 10. Juni 1902 in Barcelona) ist ein Dichter aus Katalonien, der als der bedeutendste der Bewegung zur Wiederbelebung der katalanischen Sprache und Kultur im 19. Jahrhundert, der Renaixença, gilt. Er ist auch unter den Namen Mossèn Cinto („Pater Cinto“) und Jacinto bekannt. Sein Werk umfasst neben mehreren monumentalen Epen auch zahlreiche religiös inspirierte Balladen und volkstümliche Lieder, die sich auch heute noch größter Beliebtheit erfreuen.

## Biografie
Verdaguer wurde am 17. Mai 1845 als Sohn eines  armen Steineklopfers geboren. Die Armut hat ihn sein ganzes Leben begleitet, konnte aber nicht verhindern, dass er zu einem heiteren, innerlich hoch entwickelten Dichter heranreifte.
Im Alter von 11 Jahren begann Jacint Verdaguer ein Studium am Priesterseminar in Vic. Mit 18 Jahren nahm er eine Stelle als Lehrer an, führte sein Studium jedoch parallel dazu weiter.
1865 beteiligte er sich an den Jocs Florals (einem traditionellen Dichterwettstreit) in Barcelona, bei denen er auf Anhieb vier Preise gewann. Im folgenden Jahr gewann er zwei weitere Preise.
Im Jahr 1870 wurde er zum Priester geweiht und predigte zunächst in Vic und Umgebung, 1874 nahm er eine Stellung als Schiffsgeistlicher bei der Compañia Transatlántica Española für die Strecke Cádiz–Havanna an. Die Atlantikfahrten inspirierten ihn zu seinem Epos L’Atlàntida. 1877 erhielt er für dieses Werk den außerordentlichen Preis der Deputation von Barcelona. Ebenfalls im Jahr 1877 nahm Verdaguer eine Stelle als Priester im Dienste des Grafen von Comillas in Barcelona an.
Die Eindrücke seiner Reisen auf den Auswandererschiffen flossen 1890 in sein Gedicht L’Emigrant ein, das 1893 von Amadeu Vives vertont wurde.
1878 reiste er nach Rom, wo ihm Papst Leo XIII. eine Audienz gewährte.
Nach einem erneuten Preis bei den Jocs Florals 1880 erhielt er den Ehrentitel Mestre en Gai Saber („Meister des fröhlichen Wissens“), der an Autoren vergeben wird, die in mindestens drei verschiedenen Jahren ausgezeichnet wurden. Im gleichen Jahr verfasste er den Text zu dem in ganz Katalonien verbreiteten Loblied auf die Schwarze Madonna von Montserrat, das Virolai. Dieses wird noch heute täglich im Kloster Montserrat von der Escolania, dem Knabenchor des Klosters gesungen.
Sein 1883 erschienenes Werk Oda a Barcelona („Ode an Barcelona“) wurde von der Stadtverwaltung in einer Auflage von 100.000 Stück herausgegeben.
1884 reiste er durch Frankreich, die Schweiz, Deutschland und Russland.
Nach einer Reise durch den Rosselló 1886 erschien 1886 sein Epos aus der Zeit der Reconquista Canigó (benannt nach dem Pyrenäengipfel Canigó).
1886 unternahm er eine Pilgerfahrt ins Heilige Land.
Im Jahr 1893 gab er seine Stelle beim Grafen von Comillas auf und ließ sich zunächst im Santurari de la Gleva in Osona nieder, später in Vallvidrera, Barcelona.
Jacint Verdaguer starb am 10. Juni 1902. Seine Beerdigung auf dem Cementiri de Montjuïc wurde von einer der größten Menschenansammlungen in der Geschichte Barcelonas begleitet.

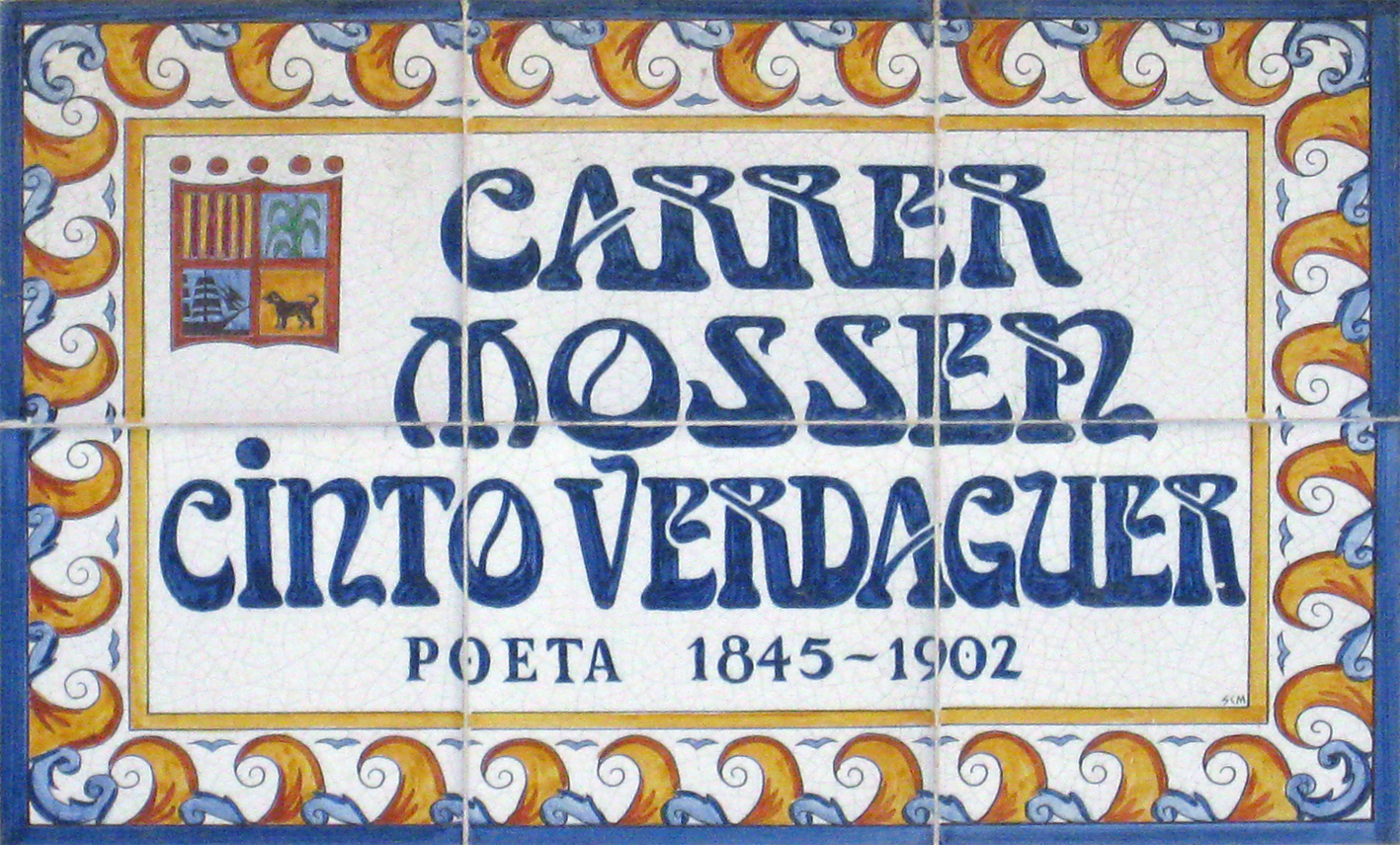
Straßenschild in Canet de Mar

Seine besondere Bedeutung bis in die Gegenwart lässt sich daran erkennen, dass nach keiner Persönlichkeit mehr Straßen und Plätze in Katalonien benannt sind als nach Jacint Verdaguer. Darüber hinaus war sein Porträt auf der Banknote zu 500 Pesetas abgebildet.

## L’Atlàntida

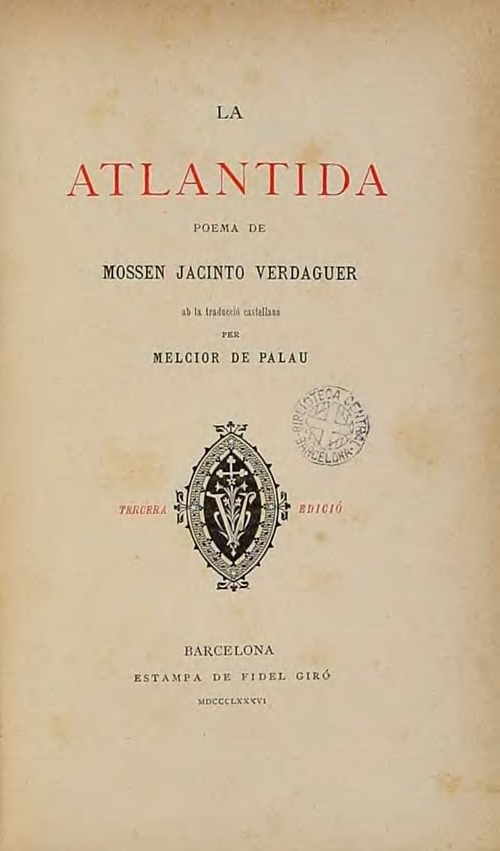
Titelseite einer zweisprachigen Ausgabe (Katalanisch-Spanisch): La Atlántida, poema de MOSSEN JACINTO VERDAGUER ab la traducció castellana per MELCIOR DE PALAU. Tercera edició, Barcelona, Estampa de Fidel Giró, MDCCCLXXXVI (1886)

Verdaguers Epos L’Atlàntida ist eng verbunden mit dem katalanischen Modernisme, dem Wiedererstarken der lange unterdrückten katalanischen Sprache und Kultur im späten 19. Jahrhundert. Es umfasst zehn Gesänge. Es wurde aus dem Katalanischen in mehrere Sprachen (darunter auch ins Deutsche) übersetzt. Der provenzalische Dichter und Literaturnobelpreisträge Frédéric Mistral war ein glühender Bewunderer dieses Werkes, das eine einzigartige Synthese von Christentum, keltischer und griechischer Vorgeschichte Kataloniens und Spaniens darstellt. Platons mitreißende Schilderung des Untergangs von Atlantis war nach des Dichters eigenen Worten der Anlass für sein Werk: „Und Atlantis, diese wirkliche Zugbrücke, ward von der Hand Gottes zertrümmert, weil er die Welten trennen wollte zur Zeit der Verderbnis, um sie in späteren Jahrhunderten wieder schöner zusammenzufügen durch die Riesenarme des Kolumbus.“ Verdaguer schildert in seinem Epos den Untergang von Atlantis und lässt die geografische Gestalt Spaniens, des neuen Atlantis, mit ihren Städten, Flüssen und Bergen aus mythischen Kämpfen hervorgehen. Als Beispiel mag hier der Gründungsmythos der katalanischen Hauptstadt Barcelona stehen:
Herakles sah bei seiner Wanderung durch die Welt auch die Pyrenäen in Flammen stehen, die der furchtbare Drache Geryon in Brand gesteckt hatte. Er erblickte die junge, hübsche Pyrene, die rechtmäßige Königin von Spanien, die gerade den Flammen entkommen war. Der Drache habe sie entthront und da sie diesem entkommen konnte, die Pyrenäen in Brand gesteckt. Pyrene (pyr dt.: Feuer) stirbt schließlich doch in dem aus den brennenden Pyrenäen auslaufenden flüssigen Eisen. Herakles gelobt sie zu rächen. Er zieht die Mittelmeerküste hinunter und kniet vor dem Altar Jupiters auf den Berg Montjuïc nieder:
„Und eine Barke sieht er auf den Wellen
Durch Klippen gleiten gleich dem weißen Schaum.
Und Herkules verspricht, bei seiner Rückkehr
Die Stadt zu gründen mit der Barke Namen,
Sie groß zu machen wie die hohe Ceder.
Wer sie erblickt, soll mit Erstaunen rufen:
Das ist die Riesentochter des Alciden!
Um ihretwillen fordert er den Dreizack
Vom Meeresgott, von Jupiter den Blitz.
Des Helden Bitte ward erhört vom Himmel:
O schönes Barcelona, dein Gesetz
Bezwang den Ozean in seiner Macht;
Aus deinen Felsen zuckte Blitz auf Blitz
Zu stolzem Siege auf den Kampfplatz nieder.“
Zwar hatte die Renaissance der katalanischen Kultur lange vor dem Erscheinen von L’Atlàntida im Jahr 1877 eingesetzt, aber erst dieses Werk nutzte voll die großen poetischen Möglichkeiten der katalanischen Sprache aus, indem es – ähnlich wie Frédéric Mistrals Mirèio (1859) für das Okzitanische – auf die mittelalterliche literarische Hochform des Katalanischen zurückgriff.

## Werke (Auswahl)
- L’Atlàntida (1876)

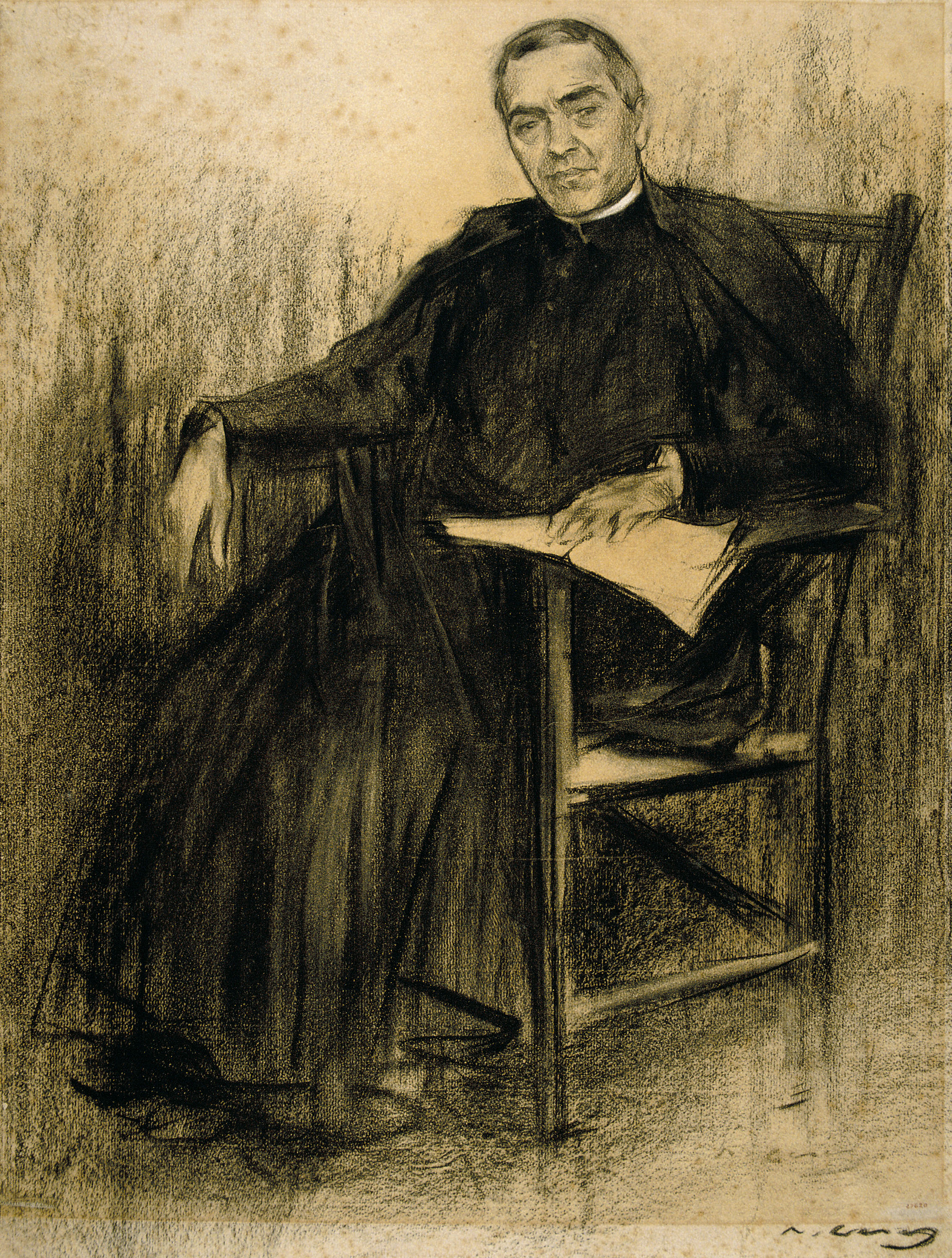
Verdaguer, vom Ramon Casas (MNAC).

  - Übersetzung: Atlantis. Deutsch von C(lara) Commer, Freiburg im Breisgau 1897
  - Übersetzung: Atlantis. Deutsch von Clara Commer, Freiburg im Breisgau 19112.–3. verbess. Auflage
- Idil·lis i cants místics (1879)
- Oda a Barcelona (1883)
- Canigó (1886)
- Montserrat (1889)
- Der Seemann von Sant Pau, Erzählung in Katalanische Erzähler, Zürich, Manesse Verlag 1978, Neuauflage 2007, ISBN 978-3-7175-1558-6